# Odise Roshi
Odise Roshi [odyse roši] (* 22. května 1991, Fier, Albánie) je albánský fotbalový záložník a reprezentant, od roku 2016 hráč klubu Terek Groznyj.

## Klubová kariéra
- KF Apolonia Fier (mládež)
- KF Apolonia Fier 2006–2009
- KS Flamurtari Vlora 2009–2011
- 1. FC Köln 2011–2013
- →  FSV Frankfurt (hostování) 2012–2013
- FSV Frankfurt 2013–2015
- HNK Rijeka 2015–2016
- Terek Groznyj 2016–

## Reprezentační kariéra
Nastupoval za albánské mládežnické reprezentace U17 a U21.
V A-mužstvu Albánie debutoval 7. 10. 2011 v přátelském utkání v Saint-Denis proti reprezentaci Francie (porážka 0:3).
Italský trenér albánského národního týmu Gianni De Biasi jej vzal na EURO 2016 ve Francii. Na evropský šampionát se Albánie kvalifikovala poprvé v historii.